# یوهان فردریش فون اششولتز
یوهان فردریش فون اششولتز (آلمانی: Johann Friedrich von Eschscholtz; ۱۲ نوامبر [سبک قدیمی: ۱] ۱۷۹۳ – ۱۹ مه [سبک قدیمی: ۷] ۱۸۳۱) دانشمند تاریخ طبیعی و حشره‌شناسی اهل آلمانی‌های بالتیک بود.